# Die Männer von Aran
Die Männer von Aran (Originaltitel: Man of Aran) ist ein britischer Dokumentarfilm von Robert J. Flaherty aus dem Jahr 1934.

## Handlung
Auf der kleinen westirischen Inselgruppe der Aran-Inseln lebt eine Familie aus Mutter, Vater, Sohn und Kleinkind. Die Inseln sind felsig, ohne Bäume und ohne Erdschicht. Männer rudern zum Fischfang in ihrem Curragh auf See und haben bei der Rückkehr mit der wilden Brandung zu kämpfen. Das Boot schlägt an den Felsen leck; nur mit Mühe können sie ihr Fischernetz retten. Kartoffelanbau ist auf der Insel nur durch die Kompostierung von Seetang und das Sammeln natürlich gebildeter Erde möglich.
Der Junge angelt von einer hohen Klippe herab Fische, bis er einen Riesenhai sieht und dessen Auftauchen meldet. Fünf Männer in einem Boot versuchen, den Fisch zu fangen. Dieser kann zunächst entkommen und hinterlässt nur einen verbogenen Angelhaken. Bei einem zweiten Versuch harpunieren sie einen Fisch aus einer Gruppe von Riesenhaien und bezwingen ihn nach zweitägigem Kampf. Alle Männer eilen mit ihren Booten aufs Meer und helfen, das Tier an Land zu ziehen, wo es direkt am Ufer zerlegt wird. Aus seiner Leber wird Lampenöl gewonnen.
Die Männer sind wieder hinausgerudert und die Frau erwartet mit ihrem Sohn auf die stürmische See blickend die Rückkehr ihres Mannes. Sie erreichen nach dem Kampf gegen die Wellen unversehrt die Küste, doch die Brandung ist so stark, dass das Boot wieder ins Meer gerissen wird. Entlang der Küste mit der tosenden See geht die Familie nach Hause.

## Hintergrund
Nach dem Scheitern der Zusammenarbeit mit Friedrich Wilhelm Murnau an Tabu ging Flaherty 1931 nach Berlin, wo jedoch weder die erhoffte Möglichkeit der Realisierung eines Films in der Sowjetunion noch in Deutschland zustande kam. Nach sieben Monaten reiste er nach London und drehte dort mit geringen finanziellen Mitteln und mit John Grierson in der Filmabteilung des Empire Marketing Board den Dokumentarfilm Industrial Britain, der erst 1933 zur Aufführung gelangte.
Zur selben Zeit gelang es Flaherty über Griersons Vermittlung, Michael Balcon von seiner Idee eines Films über die Aran-Inseln zu begeistern. Ende Oktober 1931 besuchte Flaherty erstmals kurz die Aran-Inseln und lernte den Einheimischen Pat Mullen kennen, der ihm mit seiner Ortskenntnis und als Mittler zu den Insulanern behilflich war. Im Januar 1932 kam Flaherty mitsamt seiner Familie und einem Kameramann nach Inishmore und ließ sich im Ort Kilmurvy nieder. Für die Innenaufnahmen ließ er zunächst ein kleines irischen Haus nachbauen und er suchte mit Pat Mullens Unterstützung nach geeigneten Darstellern unter den Einheimischen. Die Arbeiten auf den Aran-Inseln für den Film dauerten insgesamt 20 Monate.
Im Frühjahr 1932 entdeckte Flaherty einen riesigen Fisch, der mit offenem Maul durchs Wasser schwamm und den die Einheimischen „sunfish“ nannten. Über einen Freund fand Flaherty aus einem Buch aus dem Jahr 1848 heraus, dass es sich um Riesenhaie („basking-shark“) handelt, die damals wegen ihrer Leber an der gesamten irischen Westküste zur Ölgewinnung gejagt wurden. Er war entschlossen, eine spektakuläre Harpunierungsszene in seinen Film zu integrieren. Keiner der Männer auf Aran hatte jemals eine Harpune benutzt, doch Pat Mullen fand heraus, dass auf den Aran-Inseln noch 60 Jahre zuvor Harpunenjagd auf diese Fische betrieben wurde. Noch bevor Flahertys Darsteller das Harpunieren erlernt hatten, war jedoch die Saison der Riesenhaie vor der Küste vorbei. Flaherty entschied, für seine Filmszene bis zum Ende des nächsten Sommers auf der Insel zu bleiben. Über den Winter drehte Flaherty mehrere Sturmszenen. Bis August 1933 war auch die Haifischjagd gefilmt.
Im Winter 1933/34 erfolgte der Filmschnitt in den Gainsborough Studios in Islington in Zusammenarbeit des Studio-Editors John Goldman mit Robert Flaherty. Flaherty schrieb die Zwischentitel, die gegen den Widerstand des Verleihers Gaumont-British in den Film eingefügt wurden, obwohl sie 1934 bereits als Relikt der vergangenen Stummfilmzeit galten. Zur Erarbeitung eines Soundtracks für den Film wurden die Darsteller von den Aran-Inseln nach London gebracht, wo sie neun Wochen blieben und Tonaufnahmen von ihnen gemacht wurden. John Greenwood schrieb die Filmmusik.
Man of Aran hatte am 25. April 1934 im Londoner New Gallery Kinema Premiere. Entgegen den Vorbehalten der Filmverleiher spielte der Film, dessen Produktion etwa £25.000 gekostet hatte, bereits nach sechs Monaten £50.000 ein. Bei den 2. Filmfestspielen von Venedig im September 1934 wurde er als bester Film mit der Coppa Mussolini ausgezeichnet. Das National Board of Review ehrte ihn ebenfalls als besten fremdsprachigen Film des Jahres 1934.
Der Film brachte den Aran-Inseln Bekanntheit und relativen Wohlstand durch ein gesteigertes touristisches Interesse.
Am 25. Mai 2009 wurde eine neu vertonte Version des Films in DVD-Form inklusive Soundtrack-CD veröffentlicht. Die englische Band British Sea Power war während einer Tour durch die Republik Irland auf den Film aufmerksam gemacht worden. Der unter anderem beim Edinburgh Film Festival mit Live-Konzerten vorgestellte Film ist nun mit experimentellem Gitarrenpop unterlegt. Das Innen-Cover der bei Rough Trade Records erschienenen Soundtrack-CD enthält ein Zitat des British Sea Power-Gitarristen Martin Noble: „We made this soundtrack because we liked the romantic notion of people living on the edge of existence. It’s something I’d like to think I could do, but know I never will.“ In den offiziellen britischen Verkaufscharts erreichte die Soundtrack-CD Platz 68.

## Kritik
Einige zeitgenössische Kritiker in Großbritannien bemängelten, dass der vorgebliche Dokumentarfilm alles andere als ein authentisches Bild widerspiegele. Iris Barry machte in ihrem Buch Let’s Go to the Pictures (1926) diesen Vorwurf bereits Flahertys Nanuk, der Eskimo. Caroline Lejeune schrieb in The Observer: Man of Aran habe keine Geschichte, es erzähle kaum die täglichen Aktivitäten seiner namenlosen Protagonisten nach.
Für den britischen Filmemacher Ralph Bond (1904–1989) ergeben zwei Stürme und eine Haifischjagd noch keinen Film. Flahertys Eskapismus zeige sich darin, dass der Film nur Fragen nach dem eigentlichen Leben auf Aran aufwerfe, das der Regisseur nicht zeigt, und er daher nicht als Dokumentarfilm bezeichnet werden könne.
In seinem Essay Subjects and Stories (1938) bemerkt Graham Greene die Bedeutungslosigkeit der zauberhaften Aufnahmen. Man of Aran versuche nicht einmal das Leben wahrheitsgemäß zu beschreiben; die Einwohner mussten die Haifischjagd erlernen, um Flaherty mit einer dramatischen Filmsequenz zu dienen.
John Grierson ging auf diese Kritiken ein und verteidigte Flahertys Film mit dem Hinweis auf die Umstände der kommerziellen Filmindustrie.